# Thủ công nghiệp Đại Việt thời Mạc
Thủ công nghiệp Đại Việt thời Mạc chủ yếu là những ngành nghề gốm sứ, đúc tiền, chạm khắc đá và nghề dệt. Các ngành thủ công nghiệp được triều đình chú trọng phát triển, cùng với chính sách thương mại cởi mở khiến sản phẩm thủ công nghiệp làm ra ngày càng dồi dào và phong phú.

## Nghề đúc tiền
Đây là nghề do triều đình trực tiếp quản lý và điều hành giám sát. Sau khi lên ngôi, Mạc Thái Tổ ra lệnh đúc tiền Minh Đức - niên hiệu của ông – theo kiểu tiền thông bảo các đời trước.
Tiền thời Mạc được đúc với kích cỡ nhỏ. Trong thời gian trị vì, nhà Mạc đã đúc các đồng tiền: Minh Đức thông bảo (2 loại) và Minh Đức nguyên bảo thời Mạc Thái Tổ, Đại Chính thông bảo thời Mạc Thái Tông, Quảng Hòa thông bảo thời Mạc Hiến Tông, Vĩnh Định thông bảo và Vĩnh Định chí bảo thời Mạc Tuyên Tông. Các nhà nghiên cứu không tìm thấy tiền các niên hiệu thời Mạc Mậu Hợp. Ngoài ra, theo Lê Quý Đôn, nhà Mạc còn đúc các đồng tiền "An Bình" hoặc "An Pháp ".
Các nhà khảo cổ xác minh một số loại tiền thời Mạc Kính Cung (lưu thông trong phạm vi nhỏ hẹp do họ Mạc quản lý ở Bắc Bộ sau năm 1592) như Thái Bình thánh bảo, An Bình thông bảo và An Pháp nguyên bảo.

## Nghề chạm khắc đá
Nghề chạm khắc đá hình thành từ lâu trong dân gian. Nhà Mạc dù không có nhiều công trình xây cất lớn nhưng nghề vẫn phát triển mạnh trong dân gian.
Thợ chặm khắc đá chia ra nhiều hạng. Hạng công tượng làm việc trong các Giám, Sở, Cục bách công của triều đình, có tay nghề cao. Họ làm các công trình của triều đình hoặc đứng ra chủ trì việc chạm khắc các bia đá ở đình, chùa, quán tại các địa phương. Thấp hơn là hạng thợ nghiệp dư hoạt động tự do như nông dân.
Phụ trách các cơ quan Giám, Sở, Cục bách công của triều đình là các chức danh Thượng bảo giám, Lục khanh giám, Khí giới doanh tạo sở, Bách đâu cục, Ngọc thạch cục… Đối với thợ làm trong các cơ quan này, chức danh nghề nghiệp của họ được phân loại như: Sở thừa, Tượng chánh, Tượng phó, Tượng nhân, Thường ban, Phó thường ban, Cục phó… Một số ít những người có đóng góp đặc biệt được triều đình phong chức cao như Vinh lộc đại phu Tạ Văn Kế, người khắc văn bia chùa Kỳ Lân. Cách đối xử với thợ thủ công của nhà Mạc khác nhiều với nhà Lê: nhà Mạc có sự tôn trọng họ và do đó họ có vị trí nhất định trong xã hội.
Trong dân gian, các làng nghề chạm khắc đá hình thành và phát triển rất nhiều như Hồng Lục, Đông Hồng Lục ở Gia Lộc (Hải Dương), xã Tứ Kỳ huyện Tứ Kỳ (Hải Dương), xã Kính Chủ huyện Chí Linh (Hải Dương), xã Tây Am huyện Vĩnh Bảo, xã Gia Đức huyện Thủy Nguyên (Hải Phòng), xã An Hoạch huyện Đông Sơn (Thanh Hóa), xã Thượng Trưng, xã Nhật Chiêu (Vĩnh Phúc), xã Anh Nhuệ (Hưng Yên)… Dù chiến tranh Lê-Mạc kéo dài, các chợ chạm khắc đá vẫn di chuyển đến nhiều địa bàn hành nghề trên các vùng đất do nhà Mạc quản lý.

## Nghề làm gốm sứ
Đây là nghề tiêu biểu nhất và phát triển thịnh đạt nhất thời Mạc, trong đó nổi tiếng nhất là các làng gốm sứ Bát Tràng (Gia Lâm, Hà Nội), Hợp Lễ (Bình Giang, Hải Dương) và Chu Đậu (Nam Sách, Hải Dương).
Thời Mạc được coi là giai đoạn phát triển đỉnh cao của làng gốm sứ Bát Tràng. Sản phẩm đa dạng gồm: đĩa, chậu âu, thạp, ang, bát, chén, khay trà, ấm, điếu, nậm rượu, bình vôi, bình lọ, chóe và hũ và đồ thờ (chân đèn, chân nến, lư hương, đỉnh, đài thờ...). Trên đỉnh được trang trí rồng, phượng, ngựa, hoạt cảnh người, cánh sen đứng, mây cụm. Nhiều sản phẩm có tên nghệ nhân ghi phía dưới chân.
Chu Đậu là thôn ở xã Thái Tân, huyện Nam Sách (Hải Dương). Di tích đào được ở Chu Đậu gồm sản phẩm các loại: chén, bát, chim, cá, côn trùng. Dưới đáy sản phẩm Chu Đậu thường viết chữ Hán, phổ biến nhất là chữ Phúc, Chính, Hoa, Trung, Sĩ… Màu men phổ biến của gốm sứ Chu Đậu là trắng trong, hoa lam, men ngọc, xanh lục, xanh rêu, vàng nhạt, vàng đậm. Hoa văn trang trí chủ đạo là hoa sen và hoa cúc.
Hợp Lễ là thôn thuộc xã Long Xuyên, huyện Bình Giang (Hải Dương). Di chỉ gốm sứ Hợp Lễ chủ yếu ở bến đò Đáy, một nhánh của sông Kẻ Sặt. Sản phẩm chính của Hợp Lễ là đồ gia dụng: bát, đĩa, bình vôi, vò nhỏ, chân đèn, lư hương… với 3 dòng gốm chủ yếu: màu xanh ngọc, men trắng và hoa lam. Nền sản xuất gốm sứ ở đây còn phát triển sau thời Mạc, tới thế kỷ 18 thì chấm dứt.

## Nghề dệt
Nghề dệt trên cơ sở các phường tại đô thị và những làng thủ công có từ đời trước đã phát triển mạnh hơn trong thời Mạc. Tại kinh thành Thăng Long có phường dệt, phượng lụa; tại nông thôn có làng La (Hà Đông), làng Bưởi. Các làng này tuy chưa tách hẳn khỏi nông nghiệp nhưng những đã là những địa phương lấy nghề dệt làm chức năng chủ yếu. Nguyên liệu nghề dệt chủ yếu lấy từ tự nhiên, do đó xung quanh các làng dệt đã hình thành nhiều làng tơ tằm.
Sản phẩm ngành dệt rất đa dạng. Ngoài các sản phẩm bình dân phục vụ các tầng lớp dân còn có đồ cao cấp như gấm, the, lụa vàng, đũi, sa, là, nhung, lĩnh... dành cho vua chúa, quan lại và bán ra nước ngoài.
Trình độ nghệ dệt đã đạt tới kỹ thuật tinh xảo. Phương thức sản xuất chủ yếu là cá thể. Tuy đã hình thành các phường, hội nhưng chủ yếu là giúp đỡ nhau trong việc mua nguyên liệu và bán sản phẩm, chưa có thuê mướn nhân công và tổ chức cơ cấu thợ cả, thợ bạn... như sau này.